# 台湾早熟禾
台湾早熟禾（学名：Poa formosae）为禾本科早熟禾属下的一个种。